# Барним (район)
Ба́рним (нем. Barnim) — район в Германии, расположен на одноимённой возвышенности. Центр района — город Эберсвальде. Район входит в землю Бранденбург. Занимает площадь 1494 км². Население — 176,9 тыс. чел. (2010). Плотность населения — 118 человек/км².
Официальный код района — 12 0 60.
Район подразделяется на 25 общин.

## Города и общины
1. Эберсвальде (41 003)
2. Бернау (36 316)
3. Вандлиц (21 647)
4. Панкеталь (19 117)
5. Аренсфельде (13 045)
6. Шорфхайде (10 259)
7. Вернойхен (7939)
8. Бизенталь (5553)
9. Иоахимсталь (3278)
10. Корин (2403)
11. Одерберг (2191)
12. Бриц (2170)
13. Рюдниц (1874)
14. Мариенвердер (1783)
15. Лунов-Штольценхаген (1199)
16. Мельхов (906)
17. Фридрихсвальде (891)
18. Зидовер-Флис (868)
19. Брайдин (825)
20. Липе (755)
21. Альтхюттендорф (749)
22. Нидерфинов (623)
23. Парштайнзе (566)
24. Хоэнфинов (507)
25. Цитен (458)

(30 сентября 2010)